# Clavatula gabonensis
Clavatula gabonensis is een slakkensoort uit de familie van de Clavatulidae. De wetenschappelijke naam van de soort is voor het eerst geldig gepubliceerd in 1923 door Melvill.